# 鮮米自動販賣機

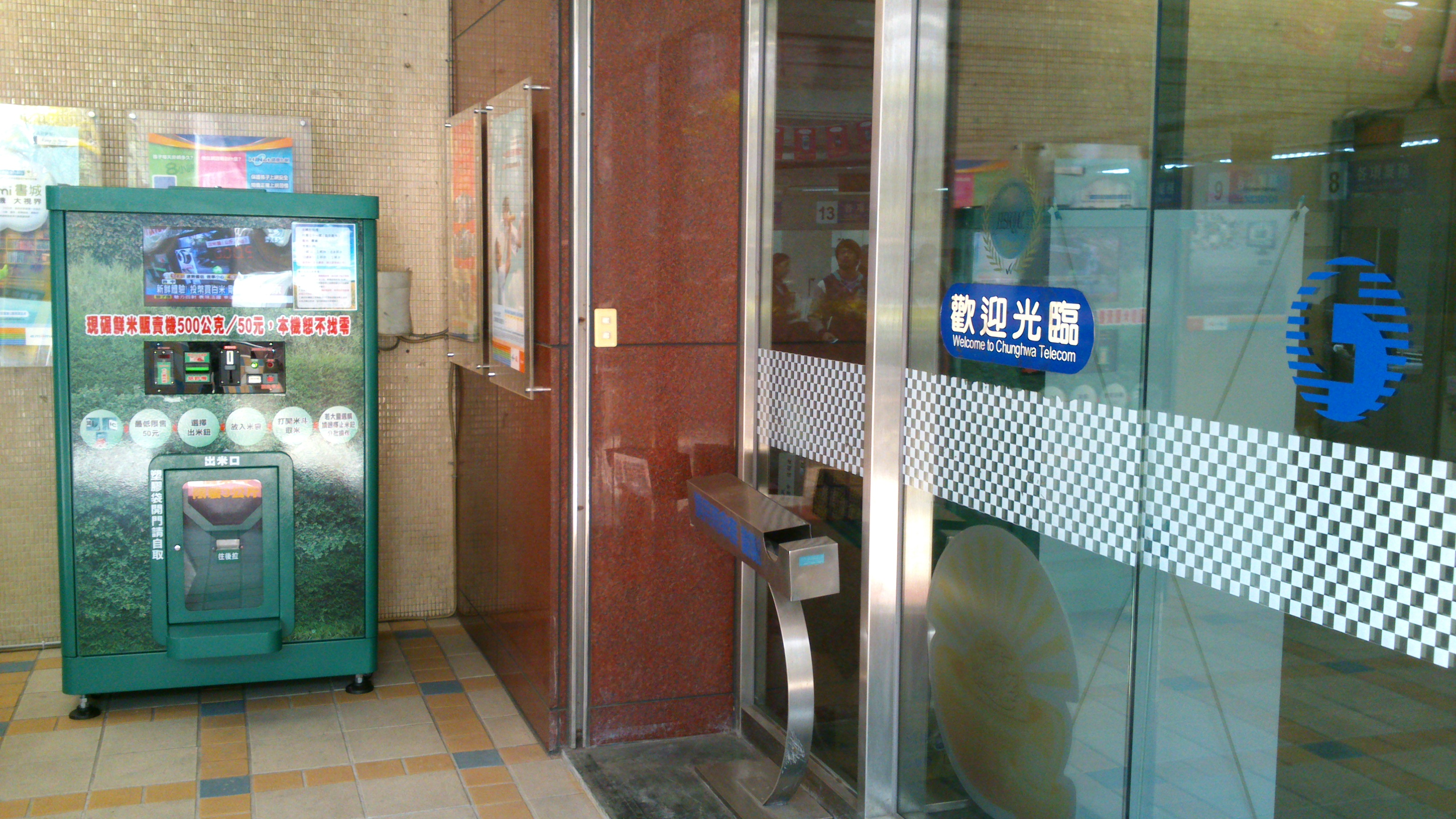
放置於台灣中華電信福利社的鮮米自動販賣機

鮮米自動販賣機，俗稱鮮米機， 是一種能將稻穀投入機台後，直接加工為白米並販售，整合碾米與販售功能於一體。
鮮米自動販賣機的流程為：消費後直接將稻穀倒入機器加工為白米或糙米、胚芽米，可讓消費者取得新鮮稻米。不同於傳統通路須經過層層管銷才會到達零售處。
在日本，此種販賣機只出現在稻米產地等部分地區，且經營模式僅有脫殼服務，必須為自備稻穀。鮮米自動販賣機修正日本投幣式稻穀現碾服務，並且融合自動販賣機之概念，整合儲藏、碾米與販售，其主張「現碾現賣」的經營模式，對於台灣稻米市場是一種創新的沿革。不仅如此，这也为众多的消费者带来了不少的便利，也开启了更多的商机。